# Cantón de Lattes
El cantón de Lattes es una división administrativa francesa, situada en el departamento del Hérault y la región Occitania.

## Composición
Desde 2014, el cantón de Lattes agrupa 5 comunas :
- Lattes
- Juvignac
- Lavérune
- Pérols
- Saint-Jean-de-Védas

|  |  |